# John Acquaviva
Pour les articles homonymes, voir Acquaviva.
John Acquaviva (né le 19 novembre 1963 dans la région des Pouilles, en Italie) est un DJ et producteur canadien de techno. Il est aussi connu pour avoir fondé, en compagnie de Richie Hawtin, le label Plus 8.

## Biographie
Né le 19 novembre 1963 dans la région des Pouilles, John Acquaviva grandit au Canada, à London, Ontario. Il commence son activité de DJ en 1980,. Acquaviva commence sa carrière à Détroit, dans le Michigan, où il se produit sous le nom de J'acquaviva+8. Il rencontre son collègue Richie Hawtin au Shelter (où Hawtin était encadré par Scott « Go-Go » Gordon) et tous deux ont essayé sans succès d'attirer l'attention de labels tels que Transmat. En 1989, Acquaviva et Hawtin fondent ce qui deviendra l'un des labels techno les plus connus et les plus influents au monde, Plus 8. La création de Plus 8 place John Acquaviva et Richie Hawtin à l'avant-garde du mouvement international émergent de la musique électronique et de la culture DJ. En mai 1990, ils sortent les premiers disques du nouveau label, Elements of Tone et We Shall Overcome.
En décembre 2012, John Acquaviva publie un clip officiel pour le titre underground Good Music réalisé avec Alex D'elia, Nihil Young et le chanteur américain Dan Diamond.

## Discographie

### Singles notables
- 2005 : John Acquaviva & Lutzenkirchen - Zombie (Original Mix) (Blufin)
- 2007 : Olivier Giacomotto - Gail In the O (Damon Jee and John Acquaviva Remix) (Definitive)
- 2007 : John Acquaviva presents Sven Webber - First Stroke (Original Mix) (Great Stuff)
- 2008 : Robot Needs Oil - Volta (Olivier Giacomotto Remix) (Definitive)
- 2009 : Mantra - Feedback With Madox (Original Mix)  (Definitive)
- 2009 : Olivier Giacomotto - Guacamoli (Original Mix)  (Definitive)
- 2011 : Bass Kleph - I'll Be Ok (Superskank Remix)  (Definitive)